# Bairro SAAL de Espiche
O Bairro SAAL de Espiche, igualmente conhecido como Bairro Liberdade, é um conjunto habitacional na aldeia de Espiche, no concelho de Lagos, em Portugal.

## História
Este bairro foi construído no âmbito do programa do Serviço de Apoio Ambulatório Local, criado após a revolução de 25 de Abril de 1974 para impulsionar a construção de habitações sociais, como forma de aliviar o problema da falta de habitação entre as camadas mais desfavorecidas. O programa SAAL baseava-se num princípio de auto-construção por parte dos próprios beneficiários, com a colaboração de voluntários e desempregados, enquanto que o estado prestava apoio financeiro e logístico.
A Associação de Moradores Liberdade foi fundada em 6 de Novembro de 1975, tendo a construção de 31 fogos para habitação começado em Fevereiro do ano seguinte. Os estatutos da Associação de Moradores foram publicados no Diário da República de 19 de Fevereiro de 1976. Um despacho ministerial, publicado no Diário da República n.º 253/76, de 27 de Outubro, passou a gestão dos bairros do Serviço de Apoio Ambulatório Local para as câmaras municipais.

## Descrição
O Bairro SAAL de Espiche é um conjunto de dimensões médias, constituído por várias unidades de alojamento unifamiliares de um só piso e com logradouros perto da fachada principal e nas traseiras. As casas estão dispostas em banda, formando vários quarteirões. o conjunto inclui igualmente um edfício utilizado como escola primária. O acesso ao bairro é feito através da Rua das Parreiras.